# Bienes raíces extraterrestres

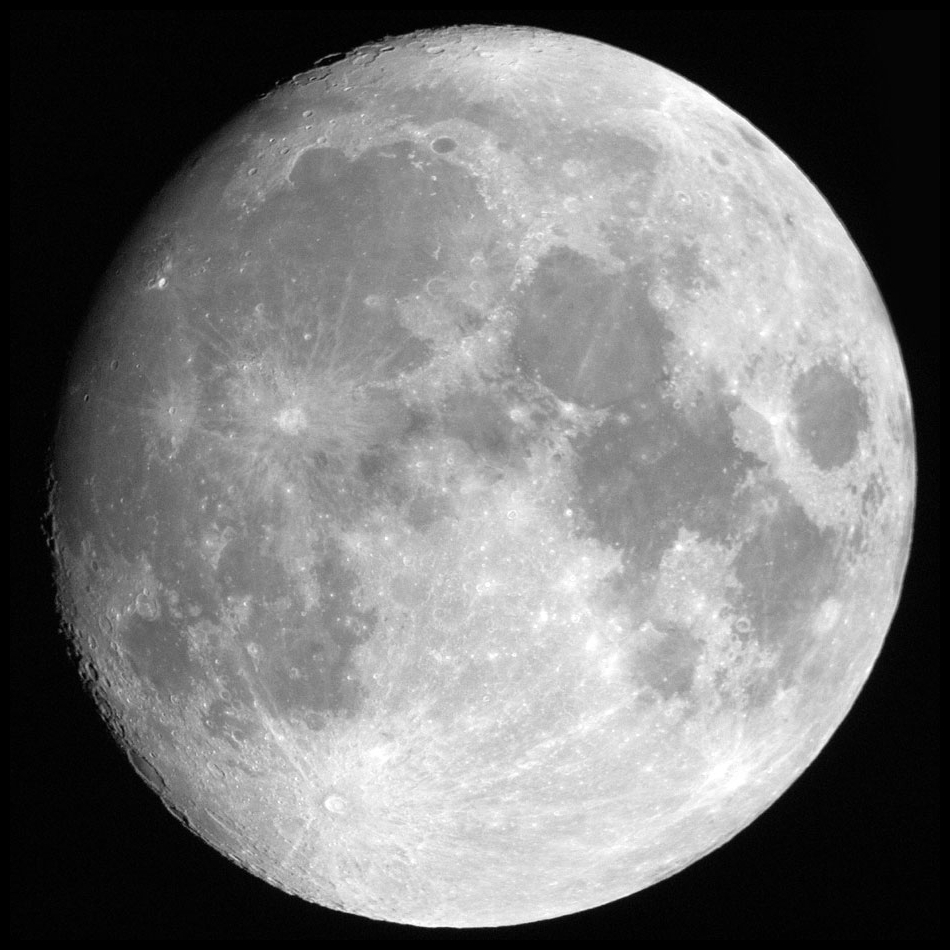
La Luna vista por un observador de la Tierra. Varias personas la reclaman como propiedad privada.

Los bienes raíces extraterrestres se refieren a los reclamos de propiedad territorial en otros planetas, satélites naturales o partes del espacio por parte de ciertas organizaciones o individuos. Las reclamaciones anteriores no están reconocidas por ninguna autoridad y no tienen legitimación. Sin embargo, algunas personas y organizaciones privadas han reclamado la propiedad de los cuerpos celestes, como la Luna, y participan activamente en la "venta" de partes de ellos mediante certificados de propiedad denominados "hechos lunares", "hechos marcianos" o similares. Si bien los reclamos personales tienen poco peso, países enteros podrían potencialmente reclamar la colonización de ciertos cuerpos. No solo se ocupa de los puntos de vista legales de una posible colonización, sino de cómo podría ser factible para los bienes raíces a largo plazo. Hay múltiples factores a considerar al usar otro planeta para bienes raíces, incluido cómo crear un mercado inmobiliario, transporte, protección planetaria, astrobiología, sostenibilidad y también los bienes raíces orbitales del planeta.

## Historia
El tema de los bienes raíces en los objetos celestes ha estado presente desde la década de 1890. Dean Lindsay hizo reclamos por todos los objetos extraterrestres el 15 de junio de 1936. El público también envió ofertas para comprarle objetos a él.

## Ley y gobernanza
El Tratado del Espacio Ultraterrestre de 1967 patrocinado por las Naciones Unidas estableció todo el espacio ultraterrestre como un bien común internacional al describirlo como la "provincia de toda la humanidad" y prohibir a todas las naciones reclamar la soberanía territorial. El artículo VI confiere la responsabilidad de las actividades en el espacio a los Estados Partes, independientemente de que las lleven a cabo gobiernos o entidades no gubernamentales. El Tratado sobre el espacio ultraterrestre de 1967 había sido ratificado por 102 países en 2013, incluidas todas las principales naciones con viajes espaciales. También ha sido firmado pero aún no ratificado por otras 26 naciones.
El Tratado sobre el espacio ultraterrestre estableció las ramificaciones básicas de la actividad espacial en el artículo 1: "La exploración y el uso del espacio ultraterrestre, incluida la Luna y otros cuerpos celestes, se llevarán a cabo en beneficio e interés de todos los países, independientemente de su grado de desarrollo económico o científico, y será competencia de toda la humanidad".
Continúa en el Artículo 2 al afirmar: "El espacio ultraterrestre, incluida la Luna y otros cuerpos celestes, no está sujeto a apropiación nacional por reclamo de soberanía, por medio de uso u ocupación, o por cualquier otro medio".
El desarrollo del derecho espacial internacional ha girado mucho en torno a la definición del espacio ultraterrestre como la "provincia de toda la humanidad". La Carta Magna del Espacio presentada por William A. Hyman en 1966 enmarcaba el espacio exterior explícitamente no como terra nullius sino como res communis, lo que posteriormente influyó en el trabajo de la Comisión de las Naciones Unidas sobre la Utilización del Espacio Ultraterrestre con Fines Pacíficos.
Un documento de tratado posterior, el Tratado internacional de la Luna, finalizado en 1979 (solo cinco países lo habían ratificado en 1984, pero cinco países eran suficientes para que se considerara oficialmente en vigor), avanzó y prohibió la propiedad privada de bienes raíces extraterrestres. Este acuerdo no ha sido ampliamente ratificado, y solo 18 países lo han ratificado en 2018.
Varias personas y organizaciones privadas reclamaron la propiedad de la luna y otros cuerpos extraterrestres, pero aún no se han reconocido tales reclamos. Un libro blanco del Competitive Enterprise Institute sugirió una legislación por la cual los EUA reconocerían los reclamos hechos por entidades privadas, estadounidenses y otras, que cumplan con ciertas condiciones con respecto a la vivienda y el transporte.

## Esquemas de compra privados
Varias personas y organizaciones ofrecen esquemas o planes que afirman permitir a las personas comprar partes de la Luna u otros cuerpos celestes. Aunque los detalles de algunos de los argumentos legales de los esquemas varían, uno va tan lejos como para afirmar que aunque el Tratado del Espacio Ultraterrestre, que entró en vigor en 1967, prohíbe a los países reclamar cuerpos celestes, no existe tal disposición que prohíba a los particulares hacerlo. entonces. Sin embargo, el artículo VI de este tratado establece que "las actividades de las entidades no gubernamentales en el espacio ultraterrestre, incluida la luna y otros cuerpos celestes, requerirán la autorización y la supervisión continua del Estado parte correspondiente en el tratado". Por lo tanto, si bien no prohíbe explícitamente tales esquemas, el tratado requiere que sean autorizados por el gobierno de los intrigantes.
El cuento El hombre que vendió la Luna de Robert A. Heinlein, que fue escrito en 1949, ofrece una descripción de tales planes o esquemas y creó el concepto de una República Lunar. Stranger in a Strange Land de Heinlein también hace referencia a un caso de derecho espacial llamado Decisión Larkin.

### Declaración de Bogotá
Una cuestión de propiedad del espacio de importancia práctica actual es la asignación de ranuras para satélites en órbita geoestacionaria. Esto está gestionado por la Unión Internacional de Telecomunicaciones. La Declaración de 1976 de la Primera Reunión de Países Ecuatoriales, también conocida como la Declaración de Bogotá, firmada por varios países ubicados en el ecuador terrestre, intentó afirmar la soberanía sobre aquellas porciones de la órbita geoestacionaria que se encuentran continuamente sobre el territorio de la nación signataria. Estos reclamos no recibieron un apoyo o reconocimiento internacional más amplio y posteriormente fueron abandonados en gran medida.

## Inmobiliaria orbital

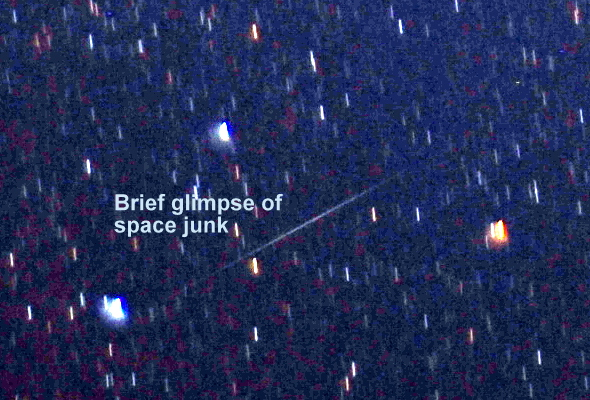
Una mancha de desechos espaciales se ilumina en el cielo nocturno

Un impacto ambiental prominente en los planetas extraterrestres son los desechos espaciales. Los objetos creados por humanos que quedan en el espacio contaminan el planeta específico y ocupan un lugar privilegiado, lo que causa un gran problema. Si los desechos orbitales continúan acumulándose, partes del espacio cerca de la Tierra se contaminarán tanto que no se podrán realizar ciertas operaciones. Para eliminar el daño ya causado por los objetos hechos por humanos, los astronautas deberán llevar hardware específico al espacio para exterminar los escombros. Una vez despejado, el espacio circundante alrededor de un planeta se puede utilizar para más oportunidades inmobiliarias. Sin embargo, hay órbitas específicas que han provocado un debate sobre la propiedad.

## Reclamaciones notables
El abogado chileno Jenaro Gajardo Vera se hizo famoso por su reclamo de propiedad de la Luna en 1953.
Martin Juergens de Alemania afirma que la Luna ha pertenecido a su familia desde el 15 de julio de 1756, cuando el rey prusiano Federico el Grande la presentó a su antepasado Aul Juergens como un gesto simbólico de gratitud por los servicios prestados, y decretó que debería pasar el hijo más joven.
A. Dean Lindsay hizo reclamos por todos los objetos extraterrestres el 15 de junio de 1936 y envió una carta al Notario Público de Pittsburgh junto con una escritura y dinero para el establecimiento de la propiedad. El público también envió ofertas para comprarle objetos.  Anteriormente había hecho afirmaciones sobre los océanos Atlántico y Pacífico.
James T. Mangan (1896-1970) fue un famoso excéntrico, hombre de relaciones públicas y autor de best-sellers sobre temas de autoayuda que reclamó públicamente la propiedad del espacio exterior en 1948. Mangan fundó lo que llamó la Nación del Espacio Celestial y lo registró. con el Registrador de escrituras y títulos del condado de Cook, Illinois, el 1 de enero de 1949.
Robert R. Coles, expresidente del Planetario Hayden de Nueva York, fundó "La Corporación de Desarrollo interplanetario" y vendió lotes en la Luna a dos dólares por hectárea.
Dennis Hope, un empresario estadounidense, vende bienes raíces extraterrestres. En 1980, inició su propio negocio, la Comisión de la Embajada Lunar. En 2009, Hope afirmó haber vendido un millón de parcelas de una hectárea en la Luna, por alrededor de US$ 50 cada hectárea. Él asigna tierras para vender cerrando los ojos y señalando al azar un mapa de la Luna. Afirma que dos expresidentes de Estados Unidos son clientes, y afirma que Jimmy Carter y Ronald Reagan hicieron que sus ayudantes compraran las parcelas en la Luna.
En 1997, Adam Ismail, Mustafa Khalil y Abdullah al-Umari, tres hombres de Yemen, demandaron a la NASA por invadir Marte. Afirman que "heredaron el planeta de nuestros antepasados hace 3.000 años", antes del profeta islámico Mahoma. Basaron su argumento en mitologías de las civilizaciones himyarita y Sabeas que existieron varios miles de años antes de la era Común.
Gregory W. Nemitz reclamó la propiedad del asteroide 433 Eros, en el que aterrizó NEAR Shoemaker en 2001. Su empresa, llamada "Orbital Development", emitió a la NASA una factura de US$ 20 por estacionar la nave espacial en el asteroide. La NASA se negó a pagar, citando la falta de legitimación.
Richard Garriott, diseñador de juegos de computadora e hijo del astronauta Owen Garriott, compró legítimamente el módulo de aterrizaje lunar Lunokhod 2 de la Roscosmos. Desde entonces reclamó en broma el resto de la Luna en nombre de su personaje de juego, Lord British.